# ECHO
ECHO var NASA:s första kommersiella satellit. ECHO var en passiv satellit som reflekterade radiovågor tillbaka till marken. Den sköts upp från Cape Canaveral AFS den 12 augusti 1960.